# Lijst van granmans van de Aluku
Dit is een lijst van granmans van de Saramaccaners, een van de marronstammen in Suriname.

## Lijst

### Franse zijde
| Nr. | Granman                 | Periode    | Opmerking                                                                           |
| --- | ----------------------- | ---------- | ----------------------------------------------------------------------------------- |
| 1   | Asikan Silvester        | ?-1765     |                                                                                     |
| 2   | Aluku                   | 1765-1792  | Leider van de vrouwen en kinderen                                                   |
| 2   | Boni                    | 1765-1793  | Leider van het militaire commando                                                   |
| 3   | Agosu                   | 1793-1810  |                                                                                     |
| 4   | Gongo                   | 1810-1841  | Onwettig geïnstalleerd door Le Prieux die dit gezag ontbrak                         |
| 5   | Adam (Labi)             | 1841-1870  |                                                                                     |
| 6   | Atyaba                  | 1870-1876  |                                                                                     |
| 7   | Anato                   | 1876-1891  |                                                                                     |
| 8   | Ochi                    | 1891-1915  | Eerste granman die door Franse regering werd erkend                                 |
| 9   | Awensai                 | 1917-1936  |                                                                                     |
| 10  | Difu                    | 1937-1965  |                                                                                     |
| 11  | Tolinga                 | 1967-1990  |                                                                                     |
| 12a | Paul Doudou             | 1992-2014  | Residentie in Papaichton                                                            |
| 12b | Joachim-Joseph Adochini | 1992-heden | Residentie in Maripasoula, gekozen tijdens een verkiezing en niet in erfelijke lijn |

### Surinaamse zijde
In 2013 bestond een controverse dat Emanuel Jacobi niet officieel geïnstalleerd was, ondanks dat hij aan het hoofd van een volk stond, de Aluku's, en zijn eigen volk naar hem mocht verwijzen als 'grootopperhoofd'. Dit probleem stamde al uit de jaren 1970. In die tijd waren de andere granmans voorstander van het aanwijzen van een Alukugranman, maar spraken de districtscommissarissen van Marowijne (toen nog uitgestrekter) en Suriname zich uit tegen een extra granmanschap. De regering-Santokhi/Brunswijk ging hier in 2023 aan voorbij en installeerde zijn opvolger Simeon Glunder wel.
| Granman        | Periode    | Opmerking                                          |
| -------------- | ---------- | -------------------------------------------------- |
| Emanuel Jacobi | ?-2017     | Residentie Cottica, niet geïnstalleerd als granman |
| Simeon Glunder | 2023-heden | Residentie Maripasoula                             |

Trio/Wayana (lijst) · 
Aluku (lijst) · 
Aukaners (lijst) · 
Kwinti (lijst) · 
Matawai (lijst) · 
Paramaccaners (lijst) · 
Saramaccaners (lijst)
politiek in Suriname · granman · kapitein · basja